# Жаринов, Михаил Валерьевич
Михаи́л Вале́рьевич Жа́ринов (25 января 1975, Москва) — российский футболист, защитник.

## Карьера
Воспитанник московского «Динамо», в системе которого играл в 1991—1996 годах. В 1996 году перешёл в ставропольское «Динамо», за которое сыграл 19 матчей в Первом дивизионе. На следующий год вернулся в московское «Динамо». 16 марта 1997 года в матче против ЦСКА дебютировал в чемпионате России. 29 июня того же года в матче группового этапа Кубка Интертото против греческого клуба «Панахаики» дебютировал в еврокубках. В 1998 году играл за «Анжи». В 1999 году перешёл в «Уралан», игравший на тот момент в высшей лиге. 22 апреля 2000 года в матче против «Анжи» забил первый гол в чемпионате России. В 2001 году вернулся в московское «Динамо», где и закончил карьеру. Всего в чемпионате России сыграл 60 матчей и забил 1 гол.

## Достижения
- Бронзовый призёр Высшей лиги 1997